# Biały koń nie jest koniem

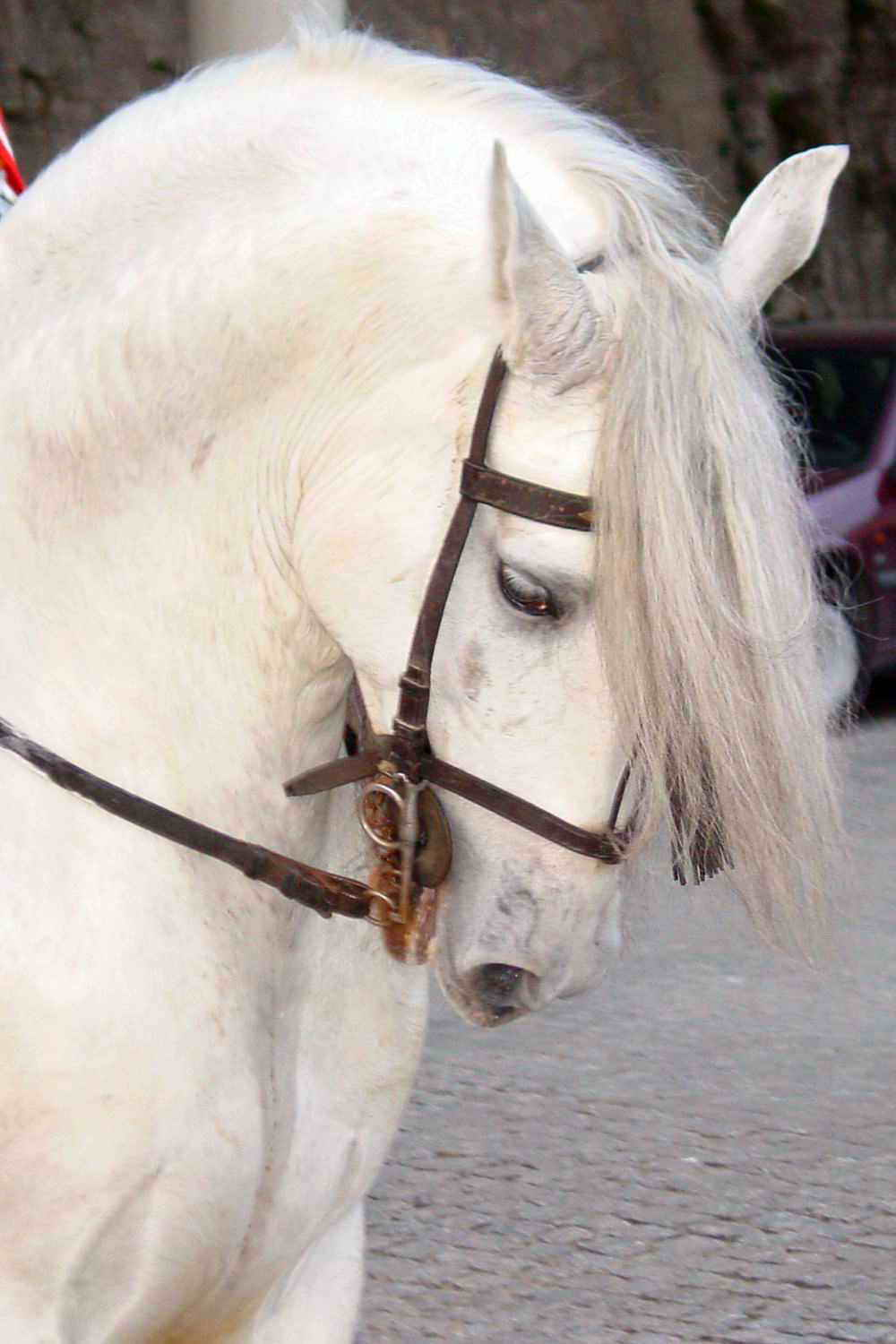
Czy to koń?

Biały koń nie jest koniem – słynny sofizmat, który ukuł chiński filozof Gongsun Long (325-250 p.n.e.). 
Według legendy Gongsun Long przekraczał granicę między dwoma chińskimi państwami i celnicy zażądali od niego myta za należącego do niego konia o białej maści. Przeprowadził on wówczas wywód, w którym udowodnił, że „Biały koń nie jest koniem”. 
Jego rozumowanie brzmiało następująco: Słowo „koń” odnosi się do kształtu nazywanej rzeczy. Słowo „biały” – do jej koloru. Nazwa kształtu nie jest nazwą koloru, dlatego można powiedzieć, że biały koń nie jest „koniem”.
Istnieją jeszcze inne metody przeprowadzenia tego sofizmatu; można powiedzieć, że nazwa „koń” odnosi się do wszelkich maści, toteż wyrażenie „dosiadać konia” może oznaczać jazdę na koniu gniadym, karym itd. Natomiast w wyrażeniu „dosiadać białego konia”, chodzi tylko o konia białej maści. Dlatego właśnie „Biały koń nie jest koniem”.